# 1495 a tudományban
Az 1495. év a tudományban és a technikában.

## Születések
- április 16. - Petrus Apianus csillagász, matematikus, geográfus. († 1552)